# Dejčići
Dejčići (en cyrillique : Дејчићи) est un village de Bosnie-Herzégovine. Il est situé dans la municipalité de Trnovo, dans le canton de Sarajevo et dans la fédération de Bosnie-et-Herzégovine. Selon les premiers résultats du recensement bosnien de 2013, il compte 173 habitants.
Dejčići est le centre administratif de la municipalité de Trnovo.

## Géographie
Le village est situé sur les pentes orientales du mont Bjelašnica.

## Démographie

### Évolution historique de la population dans la localité
| 1948 | 1953 | 1961 | 1971 | 1981 | 1991 | 2013 |
| ---- | ---- | ---- | ---- | ---- | ---- | ---- |
| -    | -    | 270  | 252  | 230  | 217  | 173  |

|  |

### Répartition de la population par nationalités (1991)
En 1991, les 217 habitants du village étaient tous Musulmans (bosniaques).

### Communauté locale
En 1991, la communauté locale de Dejčići comptait 515 habitants, répartis de la manière suivante :